# Rani, Rajasthan
Rāni är en ort i Indien.   Den ligger i distriktet Pāli och delstaten Rajasthan, i den nordvästra delen av landet, 500 km sydväst om huvudstaden New Delhi. Rāni ligger 281 meter över havet och antalet invånare är 13 572.
Terrängen runt Rāni är platt. Runt Rāni är det ganska tätbefolkat, med 207 invånare per kvadratkilometer. Närmaste större samhälle är Bāli, 17,1 km söder om Rāni. Trakten runt Rāni består till största delen av jordbruksmark.